# Sclerophrys perreti
Sclerophrys perreti  o sapo de Perret es una especie de anfibios anuros de la familia Bufonidae.

## Distribución geográfica y hábitat
Es endémica del oeste de Nigeria.
Su hábitat natural incluye bosques tropicales o subtropicales secos y a baja altitud, zonas secas de arbustos y áreas rocosas.